# Sebokeng
Sebokeng is een township in het zuiden van de Zuid-Afrikaanse provincie Gauteng. De plaats is onderdeel van de gemeente Emfuleni in het district Sedibeng. Sebokeng werd gesticht in 1965 als  uitvloeisel van de apartheidspolitiek. De nederzetting was bedoeld voor zwarte Zuid-Afrikanen die werkzaam waren in de nabijgelegen blanke plaatsen als Vanderbijlpark en Vereeniging.